# 馬克·沃克
馬克·沃克（英語：Mark Walker；1969年5月20日—）是美国的一位政治人物。自2015年至2021年，他是北卡罗来纳州第6選舉區選出的聯邦眾議員。他的黨籍是共和黨。他已婚並有三個孩子。